# Ладыгино (Костромская область)
Ладыгино — деревня в Берёзовском сельском поселении Галичского района Костромской области России.

## История
Согласно Спискам населенных мест Российской империи в 1872 году деревня Лодыгино относилась к 2 стану Солигаличского уезда Костромской губернии. В ней числилось 24 двора, проживало 46 мужчин и 54 женщины.
Согласно переписи населения 1897 года в деревне проживало 160 человек (58 мужчин и 102 женщины).
Согласно Списку населенных мест Костромской губернии в 1907 году деревня относилась к Нольско-Березовской волости Солигаличского уезда Костромской губернии. По сведениям волостного правления за 1907 год в ней числилось 26 крестьянских дворов и 169 жителей. В деревне имелась школа и кузница.
До муниципальной реформы 2010 года деревня также входила в состав Березовского сельского поселения. По состоянию на 1 января 2014 года в деревне числилось 80 хозяйств и 212 жителей.

## Население
| 2008 | 2010 | 2012 | 2014 |
| ---- | ---- | ---- | ---- |
| 207  | ↘177 | ↗209 | ↘208 |